# Brenda Santoyo
Brenda Santoyo, née le 17 août 1996 est une coureuse cycliste mexicaine, membre de l'équipe Swapit Agolico.

## Biographie
En 2014, elle représente le Mexique aux Jeux olympiques de la jeunesse.
De 2015 à 2017, Brenda Santoyo est au Centre mondial du cyclisme (CMC), grâce à un accord entre la fédération mexicaine et l'Union cycliste internationale. Il s'y entraîne, bénéficiant des équipements et du personnel du centre, et participe à des compétitions avec l'équipe du CMC,.
En 2018, elle est engagée par l'équipe Swapit Agolico. Elle est cette année-là championne du Mexique sur route, lauréate d'étapes du Tour du Guatemala, du Tour de Colombie, du Tour du Costa Rica et médaillée d'argent de la poursuite par équipes aux  championnats panaméricains sur piste.

## Palmarès sur piste

### Championnats panaméricains
- 2018
  -  Médaillée d'argent de la poursuite par équipes

### Championnats nationaux
- Championne du Mexique de poursuite par équipes en 2017

## Palmarès sur route

### Par année
- 2016
  - Martigny-Mauvoisin
- 2017
  - Prix du Saugeais
  - 3e de l'Enfer du Chablais
- 2018
  -  Championne du Mexique sur route
  - 1re étape du Tour du Guatemala
  - 1re étape du Tour de Colombie
  - 1re étape du Tour du Costa Rica
  - 2e de la Tucson Bicycle Classic
  - 2e du championnat du Mexique du contre-la-montre
  - 3e du Grand Prix du Comité Olympique National
- 2019
  - 3e étape du Tour du Costa Rica

### Classements mondiaux
| Année                                 | 2018 | 2019 | 2020 |
| ------------------------------------- | ---- | ---- | ---- |
| Classement UCI                        | 202e | 146e | 222e |
|                                       |      |      |      |
| Légende : nc = non classéSource : UCI |      |      |      |